# مركز الملك فهد للبحوث الطبية
مركز الملك فهد للبحوث الطبية هو مركز بحثي علمي طبي تابع لجامعة الملك عبد العزيز بمدينة جدة في المملكة العربية السعودية. يسند هذا المركز العشرات من المراكز العلمية المتخصصة ويتعاون معها سواء من داخل الجامعة أو خارجها ومع بعض مرافق التعليم الصحي بالمملكة.

## تاريخه
أنشئ هذا المركز عام 1980 م بمرسوم ملكي في البداية كان عبارة عن مبنى صغير تابع لكلية الطب بـ جامعة الملك عبد العزيز بجدة وكانت مجالات البحوث فيه محصورة في دراسة أمراض الدم بالتعاون مع المستشفيات والمراكز المحلية المهتمة بـ فقر الدم المنجلي والـ ثلاسيميا. في العام 1991م انتقل المركز إلى المبنى الجديد المخصص له.
الاهتمامات البحثية
تقوم أبحاث المركز بشكل عام على ما يلي:
1. أبحاث السرطانات
2. أبحاث امراض الدم
3. الامراض المعدية (تطور الاستجابة للمرض واكتشاف العلاج)
4. أبحاث علم الاعصاب
5. أبحاث التغذية والمنتجات الطبيعية
6. إنشاء التعاون الدولي المشترك من خلال الاعتماد العالمي من قبل جامعة الملك عبد العزيز
7. مرافق أبحاث الحيوان
8. الإحصاء الحيوي
9. التكنولوجيا الحيوية

## الوحدات والمرافق
يوجد بالمركز عدد من الوحدات الإدارية، المساندة والبحثية. كما يضم المركز عدد من المجموعات البحثية المتخصصة إلى جانب المرافق المؤهلة من معامل ومختبرات وقاعات محاضرات ومسرح

### الوحدات البحثية
- وحدة الكيمياء الحيوية التجريبية
- وحدة الكائنات المعدية
- وحدة الدراسات ما قبل السريرية
- وحدة الخلايا الجذعية
- وحدة الدراسات السريرية
- وحدة الغذاء والتغذية ونمط الحياة
- وحدة الخلايا الجذعية الجنينية
- وحدة علم المناعة
- وحدة الجراحة التجريبية
- وحدة بنك الأنسجة
- وحدة المطفرات والمسرطنات
- وحدة الصيدلة الوراثية وقياس الأدوية
- وحدة أبحاث التفاعلات الآيضية للأدوية
- وحدة المنتجات الطبيعية

### المجموعات البحثية
- المجموعة البحثية للأمراض المعدية
- مجموعة الخلايا الجذعية الجنينية
- مجموعة إنتاج المنتجات الحيوية للتطبيقات الصناعية
- المجموعة البحثية السعودية لداء السكر
- المجموعة البحثية للدراسات التطبيقية للأورام العصبية
- مجموعة علوم الأحياء الأساسية والتطبيقية
- المجموعة البحثية لأمراض الدم
- المجموعة البحثية للصحة النفسية والرقي النفسي
- مجموعة استخدام تقنية الطب التجديدي وهندسة الأنسجة لعلاج الأمراض
- المجموعة البحثية للتغذية الطبية التطبيقية
- المجموعة البحثية للتقنيات الطبية المتناهية الصغر

## أهداف المركز
1. إجراء مشاريع بحثية متقدمة متطابقة مع المعايير الدولية
2. أن يكون المركز محور للبرامج الصحية والتعليمية والمهنية
3. نشر نتائج البحوث في المجلات العلمية المتميزة
4. إعداد الكوادر الوطنية بتقديم نتائج علمية راقية والقيادة المبنية على أسس العمل الجماعي
5. نقل المعرفة والتقنية من خلال التعاون مع العلماء المتميزين عالميا
6. تقديم برامج توعية للمجتمع تساهم في تعزيز فهم طبيعة الأمراض المنتشرة محليا وتشجيع التفاعل مع مراكز التوعية
7. تأهيل المركز بالكوادر العلمية والإدارية والتجهيزات المعملية ليكون نواة لمعهد متخصص في البحوث الصحية الأساسية والسريرية